# Новый Чирчим
Новый Чирчим — село в Камешкирском районе Пензенской области России, входит в состав Новошаткинского сельсовета.

## География
Расположено на берегу реки Чирчим в 28 км на юго-восток от центра сельсовета села Новое Шаткино и в 32 км на юго-восток от районного центра села Русский Камешкир.

## История
Основана мелкими уездными пензенскими помещиками. Упоминается как с. Дворянский Чирчим Пензенского уезда в ревизской сказке беглого крестьянина Юрьево-Польского уезда Григория Игнатьева, который в 1724 г. показал, что 18 лет назад сошел в село Дворянский Чирчим, т.е. около 1709 г., где его принял жить дворянин Максим Степанович Григоров, у которого он жил 15 лет до 1721 года. Упоминается в 1725 г. в составе Узинского стана Пензенского уезда. В 1748 г. – село Никольское, Новый Чирчим тож, 15-ти помещиков (самые крупные – поручики Никифор Иванович Киселев – 91 ревизская душа и Герасим Савич Левин – 77), 12 однодворцев и их крепостных крестьян, всего 389 ревизских душ. С 1780 г. — в 
составе Кузнецкого уезда Саратовской губернии. В 1795 г. – село Никольское, Новой Чирчим тож, общего владения капитана флота Игнатия Никифоровича Киселева и казенных крестьян, у помещика 90 дворов, 332 ревизских души, о числе казенных крестьян сведений нет. При этом в 1795 г. часть крепостных (помещицы Прасковьи Ушаковой) числилась, по ревизским сказкам, в селе Богородском, Теряевка тож, а фактически жила в Н. Чирчиме. Позднее крестьянская община также состояла из двух обществ: первого – государственных крестьян и второго – помещика Панчулидзева. В 1877 г. — в составе Старочирчимской волости Кузнецкого уезда, 159 дворов, церковь, 2 постоялых двора. В 1911 г. – 161 двор (97 в первом и 64 – во втором обществах), новая деревянная церковь во имя Николая Чудотворца (построена в 1903 г.), церковноприходская школа (открылась в 1891 г.).
С 1928 года село являлось центром сельсовета Камешкирского района Кузнецкого округа Средне-Волжской области (с 1939 года — в составе Пензенской области). В годы коллективизации основан колхоз «Борьба». В 1955 г. — в составе Старочирчимского сельсовета, колхоз «Заря коммунизма». Законом Пензенской области от 22.12.2010 г. Старочирчимский сельсовет был упразднен, село вошло в состав Новошаткинского сельсовета.

## Население
| 1748  | 1795 | 1859 | 1877  | 1897 | 1911 | 1926  |
| ----- | ---- | ---- | ----- | ---- | ---- | ----- |
| 788   | ↘664 | ↗838 | ↗1067 | ↘726 | ↗967 | ↗1198 |
| 1930  | 1939 | 1959 | 1979  | 1989 | 1996 | 2002  |
| ↗1290 | ↘654 | ↘451 | ↘202  | ↘148 | ↘123 | ↘94   |
| 2010  |      |      |       |      |      |       |
| ↘67   |      |      |       |      |      |       |

## Достопримечательности
В селе расположена недействующая Церковь Николая Чудотворца (1903).

## Известные люди
В селе прошло детство известного русского археографа Асколона Николаевича Труворова, директора Петербургского института археографии.